# ASCII
ASCII (od engl. American Standard Code for Information Interchange, Američki standardni znakovnik za razmjenu informacija ili Američki standardni znakovnik za razmjenu obavijesti) način je kodiranja znakova temeljen na engleskoj abecedi. ASCII-kodovima predstavlja se tekst u računalima, komunikacijskoj opremi i drugim napravama koje obrađuju tekst pisan engleskim jezikom.
Kao standard je prvi put objavljen 1967., a dorađen je 1986. U kasnijoj inačici definira kodove za 33 kontrolna znaka, kojima se utječe na način ispisa teksta, te sljedećih 95 znakova za sam prikaz teksta (prvi znak je razmak):
```
 !"#$%&'()*+,-./0123456789:;<=>?
@ABCDEFGHIJKLMNOPQRSTUVWXYZ[\]^_
`abcdefghijklmnopqrstuvwxyz{|}~

```

Godine 1972. standard ISO-646 je definirao način prilagođavanja nacionalnim abecedama pa je tako inačica za hrvatsku abecedu danas poznata pod popularnim nazivom CROSCII.
ASCII za kodiranje znakova koristi samo 7 bita, ali se na njemu temelji i većina drugih znakovnika koji imaju veći raspon znakova od engleske abecede kao što su 8-bitni CP437, CP852, Windows-1250 i Windows-1252, te Unicode, tako što većinu znakova prikazuju kodom istog iznosa kao ASCII.

## Poveznice
- ASCII-art – "Crtanje" likova i slika pomoću ASCII znakova